# Bivša naselja u Brodsko-posavskoj županiji
Od popisa stanovništva 1957. do 2001. godine u Brodsko-posavskoj županiji osam naselja je izgubilo status. Pet bivših naselja pripojeno je drugim naseljima dok su tri naselja podjeljena na dva ili više novih samostalnih naselja.

## Bivša naselja
- Cernička Mala, bivše naselje sada dio grada Nove Gradiške postojalo do 1931. do 1900. iskazivano pod imenom Mala.

- Mala, bivše naselje sada dio grada Nova Gradiška postojalo do 1948. godine

- Budainka bivše naselje postojalo od 1900. do 1948. danas mjesni odbor u sastavu grada Slavonski Brod

- Rogolje, bivše naselje u općini Okučani postojalo do 1931. Danas podjeljeno između naselja Donji Rogolji i Gornji Rogolji

- Novi Kobaš, bivše naselje u općini Oriovac postojalo od 1857 do 1900 i od 1921 do 1948. Pripojeno naselju Slavonski Kobaš

- Odvorci, bivše naselje postojalo do 1931. Do 1931. iskazivano je kao skupno naselje. Podjeljeno na naselja Brčino (općina Sibinj), Čelikovići (općina Sibinj), Grgurevići (općina Sibinj), Grižići (općina Sibinj), Jakačina Mala (općina Sibinj), Krajačići (općina Brodski Stupnik) i Ravan (općina Sibinj).

- Crnogovci, bivše naselje u općini Staro Petrovo Selo postojalo do 1880. Podjeljeno na naselja Donji Crnogovci i Gornji Crnogovci

- Vrbovačko Brdo, bivše naselje u općini Staro Petrovo Selo postojalo od 1900. do 1961. Pripojeno naselju Blažević Dol[1]